# Perr Schuurs
Perr Schuurs (ur. 26 listopada 1999 w Nieuwstadt) – holenderski piłkarz grający na pozycji obrońcy w Torino FC.

## Życiorys
W czasach juniorskich trenował w FC RIA i Fortunie Sittard (2011–2016). W 2016 roku został włączony do pierwszego zespołu Fortuny. 1 stycznia 2018 odszedł za 2 miliony euro do amsterdamskiego AFC Ajax, jednak do zakończenia sezonu 2017/2018 pozostał w dotychczasowym klubie na zasadzie wypożyczenia. W barwach Ajaksu zadebiutował w rozgrywkach Eredivisie – miało to miejsce 7 października 2018 w wygranym 5:0 meczu z AZ Alkmaar. Do gry wszedł w 81. minucie, zastępując Maximiliana Wöbera.

## Życie prywatne
Jego ojciec Lambert Schuurs był piłkarzem ręcznym, reprezentantem Holandii. Ma siostrę Demi, która jest tenisistką.